# 阿部正員
阿部 正員（あべ まさかず）は、江戸時代前期の旗本。忍藩主阿部正能の四男。
寛文5年（1665年）、阿部正能（当時は忍藩主阿部忠秋の養嗣子にして大多喜藩主）の四男として生まれる。延宝5年（1677年）7月4日、父の隠居と兄正武の家督相続にあたり、阿部家所領から上総国夷隅郡（旧大多喜藩領）のうち2000石を分与され、寄合に列する。同年7月18日、将軍徳川家綱にはじめて御目見する。
元禄7年（1694年）3月9日、中奥小姓となり、元禄9年12月22日（1697年）、従五位下・壱岐守に叙任された。宝永元年（1704年）1月11日、小姓組番頭となるが、宝永5年（1708年）6月23日に職務に適していないという理由で小普請に左遷された。
享保13年（1728年）10月9日に隠居し、随運と名乗る。7年後の享保20年（1735年）10月2日に死去。享年71。長男の正苗（まさみつ）が早世したので、家督は甥（三兄阿部正房の子）で養嗣子の正甫が継いだ。